# Gabriele Berghofer
 (août 2024).
Si vous disposez d'ouvrages ou d'articles de référence ou si vous connaissez des sites web de qualité traitant du thème abordé ici, merci de compléter l'article en donnant les références utiles à sa vérifiabilité et en les liant à la section « Notes et références ».
Gabriele Berghofer, née en 1963, est une skieuse et athlète paralympique autrichienne. Elle a représenté l'Autriche en ski alpin, en ski nordique et en athlétisme aux Jeux paralympiques d'hiver et d'été.  Elle a remporté un total de sept médailles dont une d'or, trois médailles d'argent et trois médailles de bronze.

## Carrière
Elle a participé aux Jeux paralympiques d'été de 1980. Elle a terminé à la quatrième place du pentathlon catégorie B, avec 4105 points. 
Elle a participé aux Jeux paralympiques d'été de 1984.  Gabriele Berghofer a remporté une médaille d'or au pentathlon avec 2014 points, et une médaille de bronze au lancer du poids avec un résultat de 7,35 m (derrière Janet Rowley avec 9,14 m et Michelle Message avec 8,51 m).
Aux Jeux paralympiques d'hiver de 1984, Gabriele Berghofer a terminé troisième du slalom géant B2, avec un temps de 3:09,74 (en 1ère place Vivienne Martin qui a terminé la course en 3:02,85 et en 2ème place Connie Conley en 3 :09,45). 
Aux Jeux paralympiques d'hiver de 1988, à Innsbruck, elle a remporté une médaille d'argent au slalom géant B2 (avec un temps réalisé de 2 :04,13)[7] et une médaille de bronze dans la descente de catégorie B2 en 0 :54,28 (derrière ses compatriotes Elisabeth Kellner en 0:53,24 et Edith Hoelzl en 0:54,10).
Aux Jeux paralympiques d'hiver de 1998, elle a également concouru en ski nordique paralympique, où elle a remporté deux médailles d'argent : dans la course de 7,5 km dans la catégorie B2-3 (sur le podium, en 1ère place Miyuki Kobayashi et en 3ème place Susanne Wohlmacher), et dans le relais 3x2,5 km féminin ouvert, avec ses compagnes Renata Hoenisch et Elisabeth Maxwald.